# Франк Шаффхаузена
Франк Шаффхаузена (нем. Franken) — денежная единица швейцарского кантона Шаффхаузен в 1808—1850 годах. Франк = 10 батценов = 40 крейцеров.

## История
В 1808 году были выпущены монеты кантона в батценах и крейцерах. В 1809 году чеканка была прекращена. Монеты кантона не играли значительной роли в денежном обращении, где в основном использовались иностранные монеты.
Конституция Швейцарии, принятая в 1848 году, устанавливала исключительное право федерального правительства на чеканку монеты. 7 мая 1850 года был принят федеральный закон о чеканке монет, в том же году начата чеканка швейцарских монет.

## Монеты
| Аверс | Реверс | Номинал     | Диаметр, мм | Толщина, мм | Масса, г | Металл | Гурт | Годы чеканки | Тираж   |
| ----- | ------ | ----------- | ----------- | ----------- | -------- | ------ | ---- | ------------ | ------- |
|       |        | 1 крейцер   |             |             |          | Биллон |      | 1808         | 216 000 |
|       |        | 1⁄2 батцена |             |             |          | Биллон |      | 1808         | 80 000  |
|       |        | 1⁄2 батцена |             |             |          | Биллон |      | 1809         | 30 000  |
|       |        | 1 батцен    |             |             |          | Биллон |      | 1808         | 64 000  |
|       |        | 1 батцен    |             |             |          | Биллон |      | 1809         | 15 000  |

## Банкноты кантона
До введения в 1850 году швейцарского франка банкноты банками кантона не выпускались.
В 1863—1910 годах выпускали банкноты:
- Bank in Schaffhausen (основан в 1862) — в 1863—1908;
- Schaffhauser Kantonalbank (основан в 1883) — в 1883—1910[4].

Федеральный закон, регулирующий порядок выпуска и изъятия из обращения банкнот, был принят только в 1881 году. В 1891 году внесены изменения в Конституцию Швейцарии, которые выпуск банкнот также передавали в ведение федерации. В 1905 году был принят закон о Национальном банке Швейцарии. Банк начал операции и выпуск банкнот в 1907 году.